# سقوط زن پرهیزکار
سقوط زن پرهیزکار (انگلیسی: The Prude's Fall) یک فیلم صامت در ژانر درام به کارگردانی گراهام کاتز است که در سال ۱۹۲۵ منتشر شد.
برخی از بازیگران این فیلم عبارتند از جین نواک، جولن جانسون، میلز ماندر، ماری آولت و بتی کامپسن.